# Aranka Goijert
Aranka Adriana Erzsébet Goijert (10 de abril de 1941 - 4 de janeiro de 2022) foi uma política holandesa. Membro do Apelo Democrata-Cristão, serviu no Conselho Provincial da Holanda do Norte de 1991 a 2002 e no Senado de 2007 a 2011. Ela faleceu a 4 de janeiro de 2022, aos 80 anos.